# Alexandros Papagos
Alexandros Papagos (in greco Αλέξανδρος Παπάγος?; Atene, 9 dicembre 1883 – Atene, 4 ottobre 1955) è stato un generale e politico greco, comandante in capo dell'Esercito ellenico durante l'invasione italiana del 1940 e durante le fasi finali della Guerra civile greca, successivamente Primo Ministro dal 1952 fino alla sua morte.

## Biografia
Fin da piccolo, Alexandros Papagos, nato ad Atene nel 1883, mostrò interesse per la carriera militare e la sua famiglia, di umili origini, sostenne il suo desiderio di servire il paese greco. Nel 1901 Papagos entrò all'Accademia militare di Grecia, dove ricevette un'istruzione rigorosa. Durante la sua permanenza all'accademia, si distinse per la sua disciplina e la sua leadership, che gli consentirono di laurearsi con lode. Dopo aver completato l'addestramento ed aver frequentato come studente l'Accademia Militare di Bruxelles , Papagos iniziò la sua carriera militare nell'Esercito greco, nel 1906 . Divenne Tenente colonnello e nel 1910 divenne assistente del Ministero della guerra, incarico che mantenne per circa due anni . Partecipò alle Guerre Balcaniche, che la Grecia, facente parte della Lega Balcanica, combatté contro l'Impero ottomano, nella Prima guerra balcanica, e contro il Regno di Bulgaria, nella Seconda. Nei conflitti, si distinse come leader coraggioso e strategico, inoltre la sua capacità di prendere decisioni rapide ed efficaci sul campo di battaglia gli valse il rispetto dei suoi superiori e dei suoi compagni .  corso del tempo, Papagos salì di grado nell'esercito, occupando posizioni di maggiore responsabilità e comando .

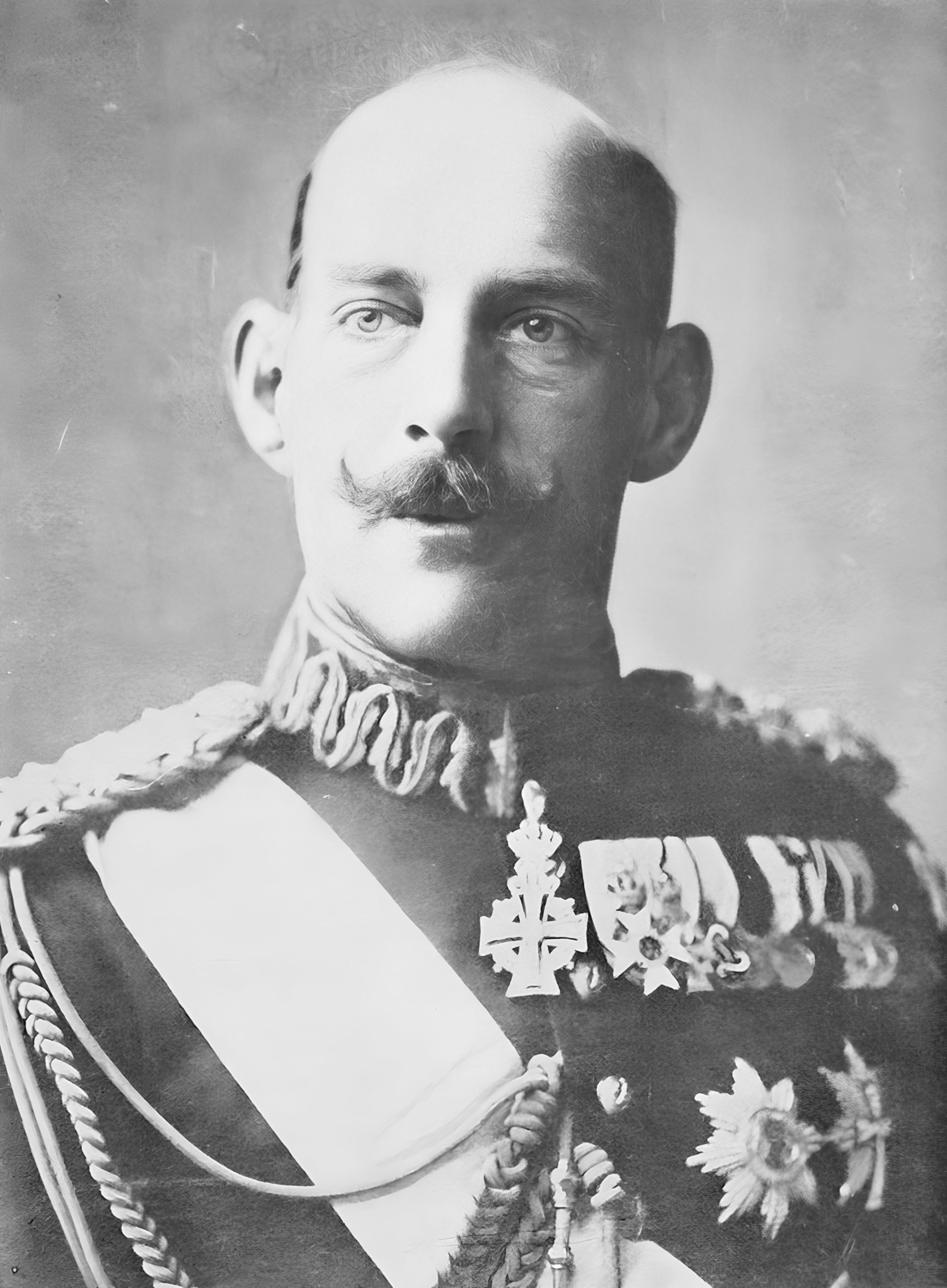
Costantino I di Grecia.

Allo scoppio della Prima guerra mondiale, Papagos, comprovato monarchico , si schierò a fianco al re Costantino I di Grecia, il quale aveva tendenze filo-tedesche ma attuò una politica di neutralità. Durante la guerra, si impegnò nel processo di riorganizzazione dell'esercito greco, riconoscendo la necessità di modernizzare e rafforzare le forze armate in vista di conflitti futuri. In questo senso, si è impegnò per attuare riforme che avrebbero migliorato l'efficienza e la capacità dell'organizzazione. Il suo approccio pragmatico e il suo impegno per la modernizzazione gli avrebbero permesso di ottenere riconoscimenti sia nella sua ambizione militare che in quella politica. Quando però re Costantino fu costretto ad abdicare nel 1917, a causa di una forte pressione nazionale e internazionale, alimentata dalle potenze degli Alleati e dal politico greco Eleutherios Venizelos, Papagos e molti altri ufficiali furono congedato dall'esercito .

Una volta ritornato sul trono Costantino di Grecia, Papagos poté ritornare nelle forze armate, prendendo subito parte alla Guerra greco-turca, combattuta tra il 1919 ed il 1922: questo conflitto fu il risultato delle tensioni storiche tra Grecia e Turchia, due nazioni che negli ultimi trent'anni avevano combattuto nel 1897, nelle Guerre Balcaniche e nella Prima guerra mondiale. Papagos fu nominato Capo di stato maggiore dell'Esercito greco e la sua leadership fu determinante durante questo conflitto. Tuttavia la guerra si rivelò disastrosa per la Grecia, culminando in una grave sconfitta, la perdita di tutti i territori conquistati nell'Asia minore ed una grande e gravissima crisi politica che portò alla seconda abdicazione di re Costantino I . Durante questa situazione, Papagos fu congedato nuovamente per poi essere richiamato nel 1927, tre anni prima era caduta la monarchia e venne proclamata la Seconda repubblica, venendo promosso Maggiore generale . Ricoprì l'incarico di Vice Capo di Stato maggiore dell'esercito e di Comandante del 1° e 3° Corpo d'Armata. Nel 1935 divenne Capo di Stato maggiore dell'Esercito greco . 
In questo periodo, tra le due guerre mondiali, Papagos cominciò ad affacciarsi sul piano politico della Grecia; alla fine del 1935, partecipò al Colpo di stato che vide la fine della repubblica, il ritorno della monarchia e di re Giorgio II, che governò dal 1922 al 1924 quando succedette al padre Costantino I. Fu Ministro della guerra nei governi Kondyli e Demertzis , mentre durante la dittatura di Metaxas, Papagos, ancora Capo di stato maggiore ed Ispettore generale, diede un grande contributo alla ricostruzione delle forze armate del paese . Alla fine del 1940, l'Italia dichiarò guerra alla Grecia dando avviò così ad un conflitto: prima dell'arrivo delle truppe tedesche nel 1941, l'esercito greco riuscì a respingere il Regio Esercito italiano, soprattutto grazie allo stesso Papagos, allora comandante delle forze armate terrestri. 

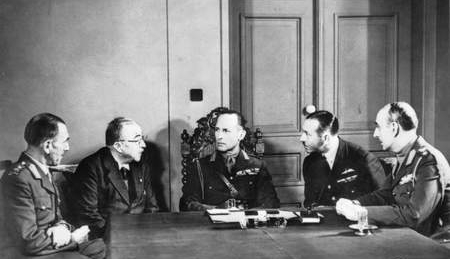
Papagos, prima da destra, assieme a Giorgio II e Metaxas, in riunione speciale dopo l'invasione degli italiani.

Il 23 aprile 1941, dopo che la Germania nazista conquistò il regno greco, Papagos si dimise dai suoi incarichi militare, rifiutandosi di seguire la politica di capitolazione del Generale Tsolakoglou, il cui governo Papagos disapprovava fermamente ed attribuiva agli inglesi la colpa della sconfitta subita dai tedeschi. Durante l'occupazione fondò l'organizzazione di resistenza patriottica "Gerarchia militare", ma dopo che fu scoperto, fu deportato in Germania nel Campo di concentramento di Dachau. Venne liberato nel 1945 dalle truppe alleate .

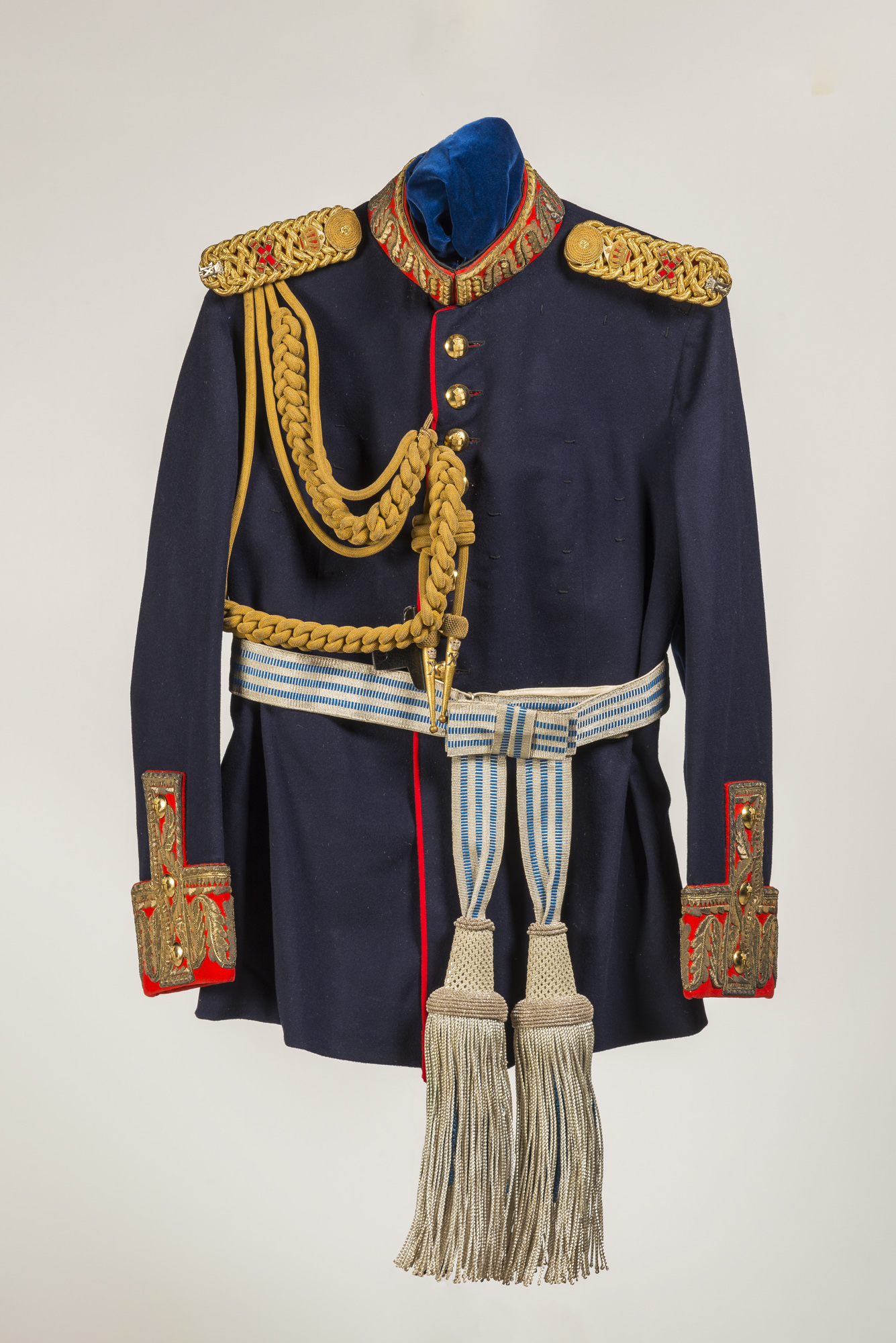
L'uniforme da Maresciallo di Papagos, conservata oggi al Museo della guerra di Atene.

Ritornato in Grecia, Papagos ricevette poteri eccezionali ed il comando dell'Esercito per contrastare la guerriglia dei comunisti, i quali combattevano una guerra civile contro i monarchici e conservatori. Alla fine il comandante riuscì a vincere il conflitto civile e venne nominato Maresciallo nel 1949 dalla Camera dei Deputati, divenendo l'unico ufficiale greco a ricoprire tale grado, che oltre da Papagos venne detenuto dai sovrani Costantino I, Giorgio II, Paolo e Costantino II di Grecia . Subito dopo la Guerra civile, Papagos continuò a impegnarsi nell'Esercito, contribuendo alla creazione del Ministero della Difesa Nazionale e dello Stato Maggiore delle Forze di Difesa Nazionale, di cui fu il primo comandante. Il Maresciallo greco al tempo aveva il sostegno di una forte fetta della borghesia ellenica, come espresso dalle testate editoriali di punta “Kathimerini”, “Estia” o “Vima”, ma soprattutto il sostegno degli Stati Uniti nel caso si sarebbe candidato all'esecutivo greco. Papagos rientrò così nella vita politica e nel 1951, dopo essersi dimesso dall'Esercito, fondò sul modello del Gollismo , fazione politica istituita da Charles de Gaulle, un partito politico chiamato Raggruppamento Ellenico, il quale lo stesso anno arrivò primo alle elezioni con il 36,53% senza però raccogliere la maggioranza necessaria per formare un governo. Dopo la crisi del governo Plastiras, nel novembre 1952 furono indette nuove elezioni con il sistema maggioritario, su richiesta degli stessi Stati Uniti. Papagos si aggiudicò la vittoria con il 49,22 % e 5/6 dei seggi del Parlamento Ellenico. Divenuto Primo ministro del Regno di Grecia, ebbe una politica filo-occidentale.

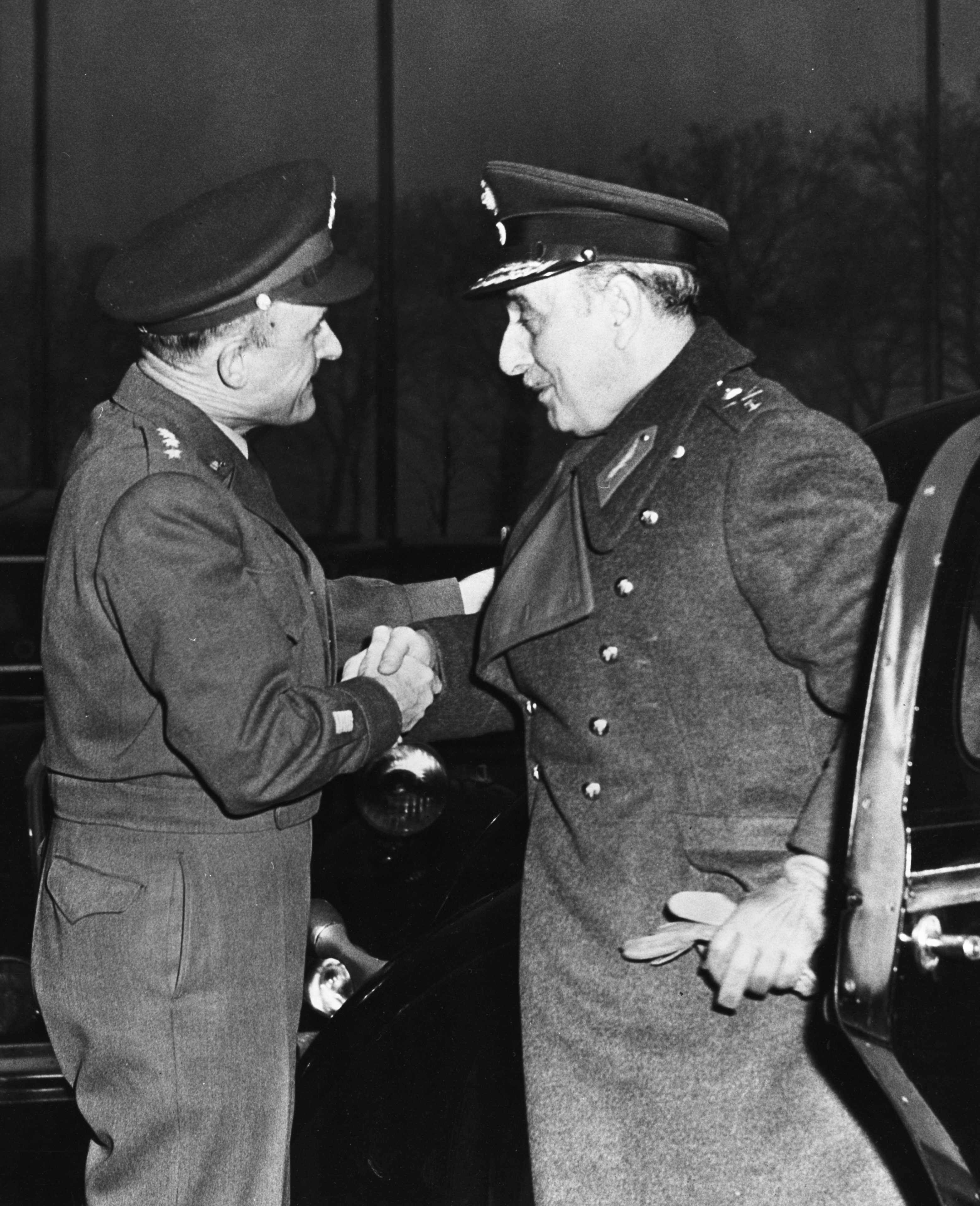
A destra, il Maresciallo Papagos in visita a Parigi.

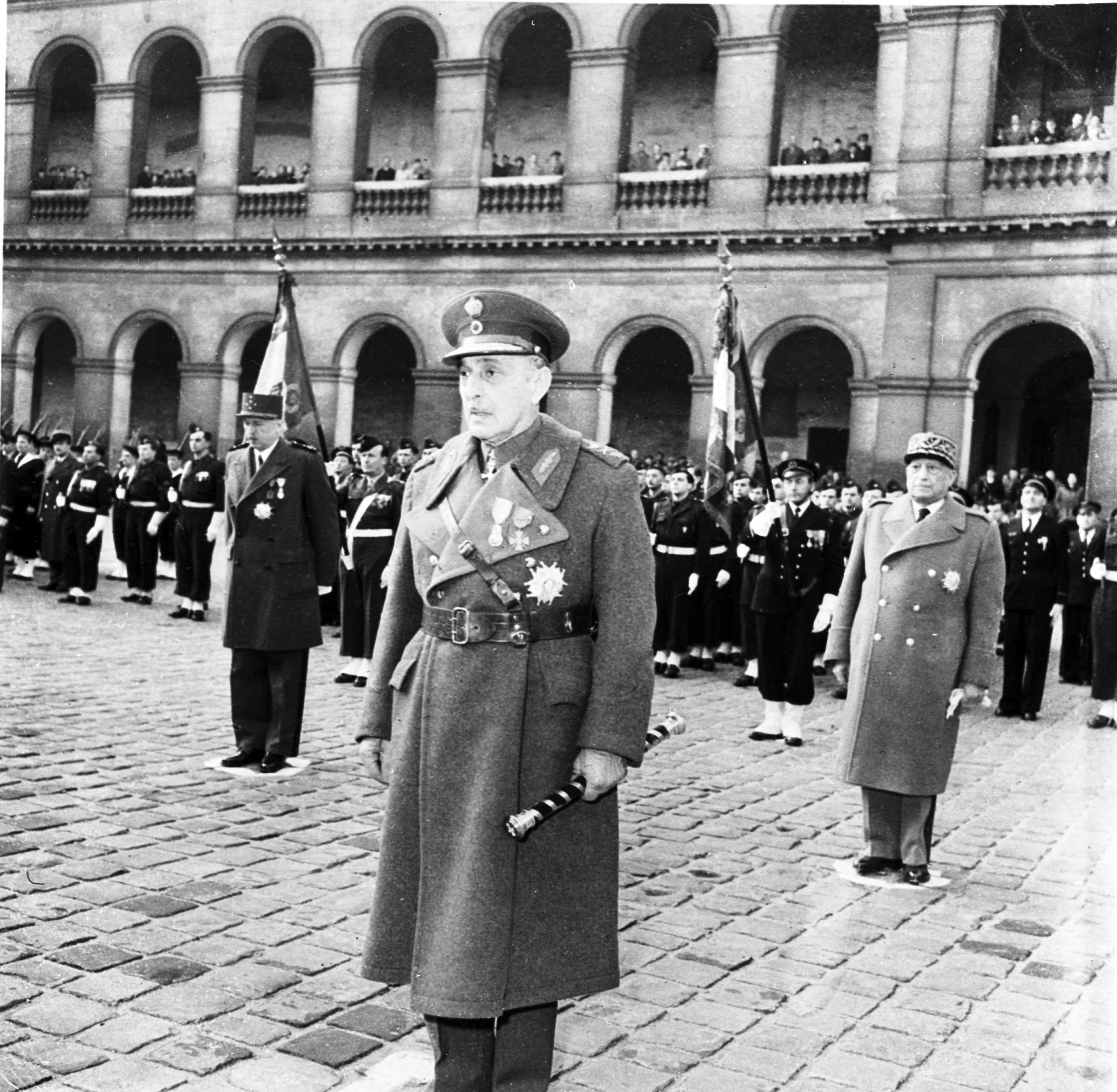
La visita del Primo ministro greco agli Invalides di Parigi.

Come previsto, il governo Papagos aveva forti caratteristiche anticomuniste e antipopolari, infatti, nonostante le dichiarazioni di "oblio" pre-elettorali, migliaia di comunisti rimasero in esilio o in prigione, mentre venivano lanciate nuove persecuzioni. Il culmine fu, naturalmente, l'esecuzione di Nikos Ploumbidis del 1954. La creazione della Central Intelligence Agency, che persino nel nome copiava la CIA, aveva anche come missione principale il monitoraggio e la repressione del movimento comunista e popolare. Papagos, fedele alleato degli Stati Uniti, e il suo governo portarono avanti l'accordo per stabilire basi americane in Grecia. Dal punto di vista della politica economica, l'evento più importante del suo mandato fu la svalutazione della dracma da parte dell'allora Ministro delle Finanze Spyros Markezinis, che schiacciò i redditi popolari e i piccoli risparmiatori, ma diede un impulso significativo allo sviluppo dell'economia capitalista e al cosiddetto "miracolo greco". Nello stesso periodo vennero gettate le basi per i primi progetti di modernizzazione urbana e per l'attrazione di capitali stranieri a condizioni favorevoli, che sarebbero diventati un tratto distintivo del governo del suo successore, Costantino Karamanlis. Papagos morì il 4 ottobre 1955 dopo una breve malattia: in quel periodo la Grecia stava passando un periodo di crisi diplomatica causata dalla questione di Cipro e la Rivoluzione di settembre a Costantinopoli erano ancora freschi. Con la morte di Papagos, si aprì la questione di successione nel partito del Rassemblemento Greco, che fu risolta dal re Paolo, succeduto al fratello Giorgio II nel 1947, che, scartando i potenziali eredi Kanellopoulos e Stefanopoulos, conferì la carica di Primo ministro all'allora Ministro delle Infrastrutture, Konstantinos Karamanlis. Si aprì un nuovo capitolo per il regno ellenico e per la fazione politica della destra, che però seguiva le orme lasciate dal Maresciallo Papagos .

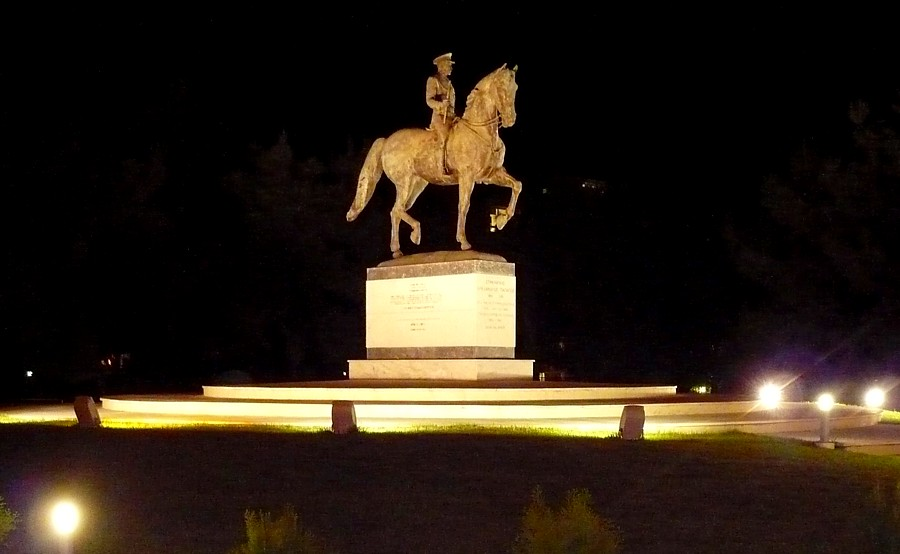
Statua di Papagos ad Atene.

In sua memoria fu creato il comune Papagos, situato nella periferia dell'Attica. È stato soppresso a seguito della riforma amministrativa, detta Programma Callicrate, in vigore dal gennaio 2011 ed è ora compreso nel comune di Papagou-Cholargos .